# Guadalmedina
El Guadalmedina és un riu d'Andalusia (Espanya) que neix al pic de la Cruz, a la Serra de Caramolos, a 1433 metres i desemboca al Mar d'Alboran (Mediterrani occidental) tot travessant la ciutat de Màlaga. El seu curs corre a més pel Parc Natural dels Montes de Málaga.
El seu nom, d'origen àrab, significa «riu de la ciutat». Històricament ha tingut un paper molt important en la ciutat de Màlaga, a la que divideix en dues meitats. En diverses ocasions les seves riuades han inundat els barris de Perchel i la Trinidad. Actualment però el riu hom ha bastit embassaments al seu curs (El Agujero, El Limonero), hi ha realitzat transvasaments i l'ha canalitzat, i la seva llera al pas per Màlaga roman seca i sense ús.